# Canal de Saint-Quentin

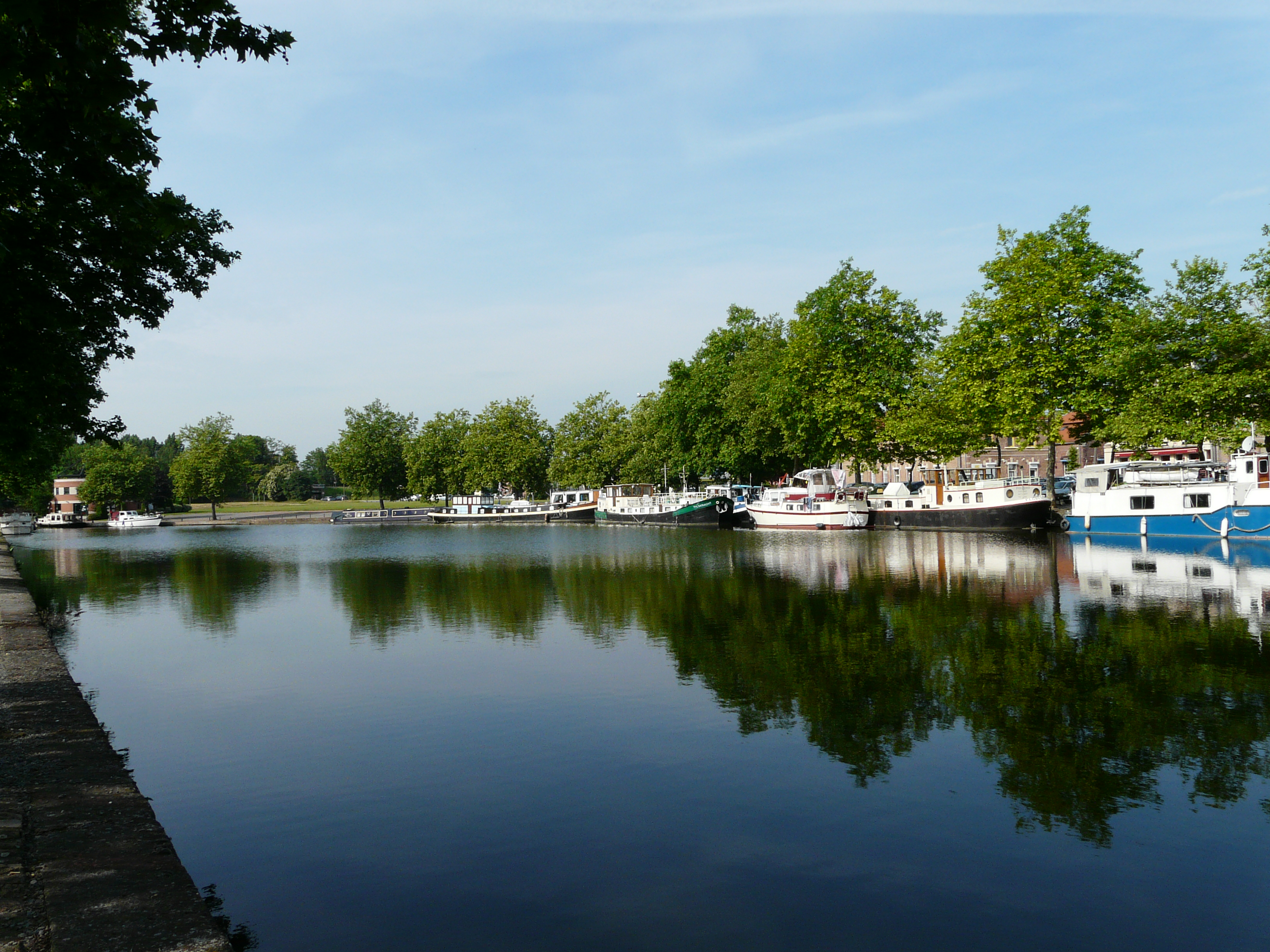
Freizeithafen in Cambrai

Der Canal de Saint-Quentin [kanal də sɛ̃ kɑ̃tɛ̃] (deutsch: Kanal von Saint-Quentin) ist ein französischer Schifffahrtskanal, der in der Region Hauts-de-France verläuft.

## Geographie
Der Kanal verbindet die Flüsse Schelde und Oise und ist Teil eines Binnenwasserweges, der Belgien mit Nordwestfrankreich und dem Großraum Paris verbindet. Diese Strecke setzt sich aus folgenden Wasserwegen zusammen:
- Schelde – als kanalisierter Fluss
- Canal de Saint-Quentin
- Canal latéral à l’Oise
- Oise – als kanalisierter Fluss
- Seine – als kanalisierter Fluss

## Verlauf und technische Infrastruktur

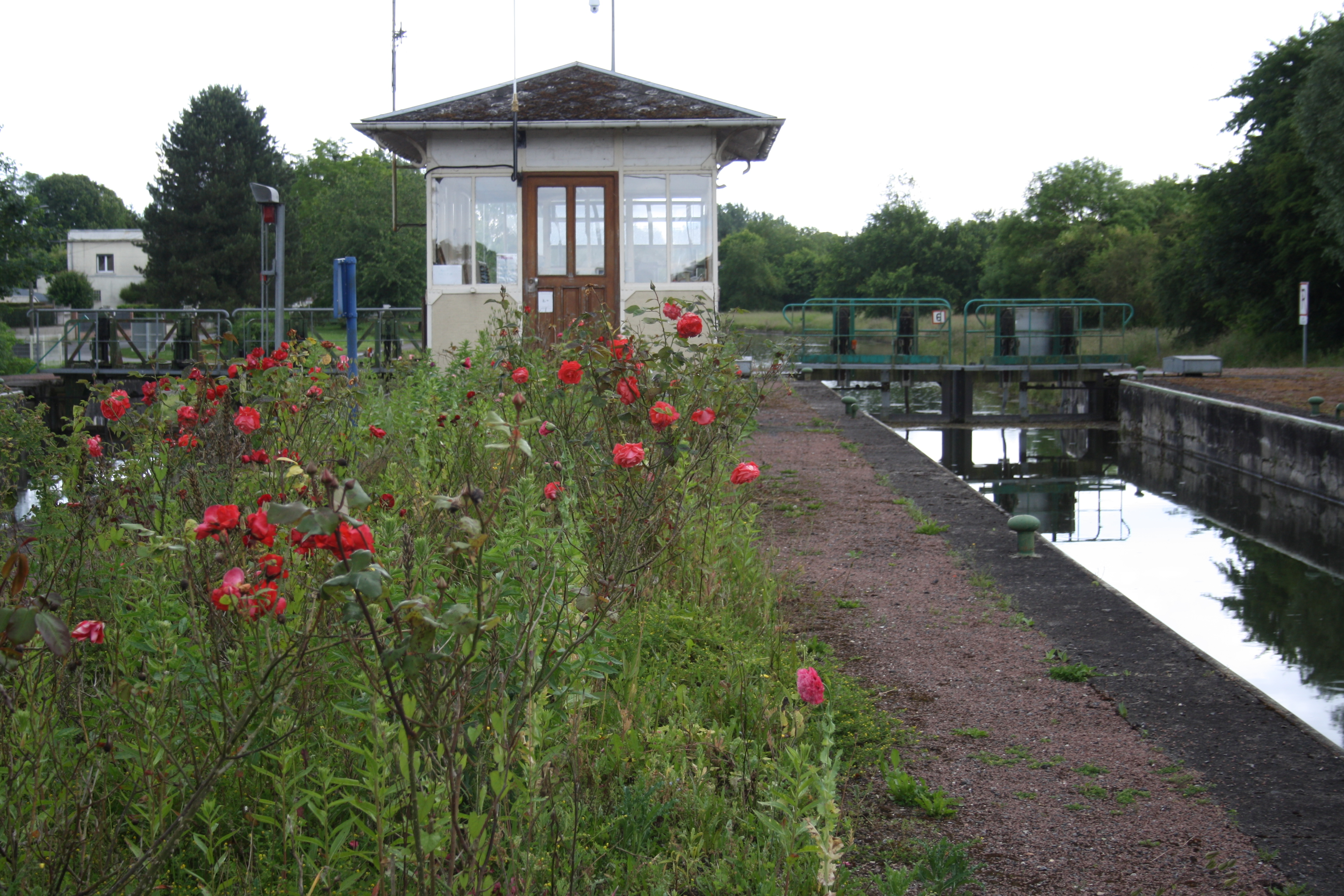
Doppelschleuse 18 in Lesdins

Der Canal de Saint-Quentin beginnt bei Cambrai, wo er Anschluss an die kanalisierte Schelde hat. Bei Saint-Simon hat er Anschluss an den Canal de la Somme (deutsch: Somme-Kanal), auf dem die Schifffahrt in diesem Bereich jedoch eingestellt wurde. Bei Tergnier besteht eine Verbindung mit dem Canal de la Sambre à l’Oise (deutsch: Sambre-Oise-Kanal). Bei Chauny mündet der Kanal schließlich nach einer Gesamtlänge von 92 Kilometern in den Canal latéral à l’Oise (deutsch: Oise-Seitenkanal).
Es handelt sich um einen Kanal vom Typus Wasserscheidenkanal, dessen Scheitelhaltung zwei Tunnel hat:
- Souterrain de Riqueval (Riquevaltunnel, Länge 5,67 Kilometer)
- Souterrain du Tronquoy (Tunnel Le Tronquoy, Länge 1,09 Kilometer)

Der Höhenunterschied von seiner Mündung in die Schelde beträgt 38 Meter und wird von 17 Schleusen ausgeglichen, jener zum Oise-Tal beträgt 43 Meter und benötigt 18 Schleusen.
Zur Wasserversorgung der Scheitelhaltung ist die Schelde bei Vendhuile mit dem Kanal verbunden. Um den Abfluss der Schelde zu erhöhen, wurde der 30 Kilometer lange Canal des Torrents gebaut, der ein sumpfiges Gebiet oberhalb der Scheldequelle entwässert. Nach der Eröffnung des Kanals wurde rasch deutlich, dass die Wasserversorgung verbessert werden musste. In den 1820er Jahren entstand ein Speisegraben, der Wasser des Noirrieu ⊙ zur Scheitelhaltung bei Lesdins ⊙ überführte. Nach 1857 wurde der Speisegraben bis Lesquielles-Saint-Germain verlängert, um auch der Oise ⊙ Wasser entnehmen zu können. Heute ist die Rigole d'Alimentation de l'Oise et du Noirrieu 24 Kilometer lang, davon verlaufen 13 Kilometer in einem Tunnel (Ostportal ⊙, Westportal ⊙).

### Riquevaltunnel
Aufgrund seiner Länge kann der Riquevaltunnel von Schiffen oder Sportbooten nicht allein durchfahren werden. Daher verkehrt zweimal täglich ein Kettenschleppschiff durch den Tunnel und zieht die Schiffe hinter sich her. Dieses Schleppschiff nutzt zur Fortbewegung eine Kette, die auf dem Grund des Kanals verlegt ist und dann über das Deck des Schiffs verläuft. Hier wird sie über Rollen geführt, die von einem Elektromotor angetrieben werden. Auf diese Weise erreicht das Schiff eine Geschwindigkeit von circa 2,8 km/h. Die Durchfahrt durch den Tunnel dauert somit etwa zwei Stunden. An der Decke des Tunnels ist eine doppelpolige Oberleitung für die Stromzuführung angebracht, die an beiden Tunnelenden noch ca. 200 Meter weitergeführt wird, damit die Kettenschleppschiffe mit der benötigten elektrischen Energie versorgt werden können.

### Koordinaten
- Ausgangspunkt des Kanals: 50° 10′ 36″ N, 3° 13′ 19″ OKoordinaten: 50° 10′ 36″ N, 3° 13′ 19″ O
- Endpunkt des Kanals: 49° 36′ 25″ N, 3° 13′ 22″ O

### Durchquerte Départements
- Nord
- Aisne

### Orte am Kanal

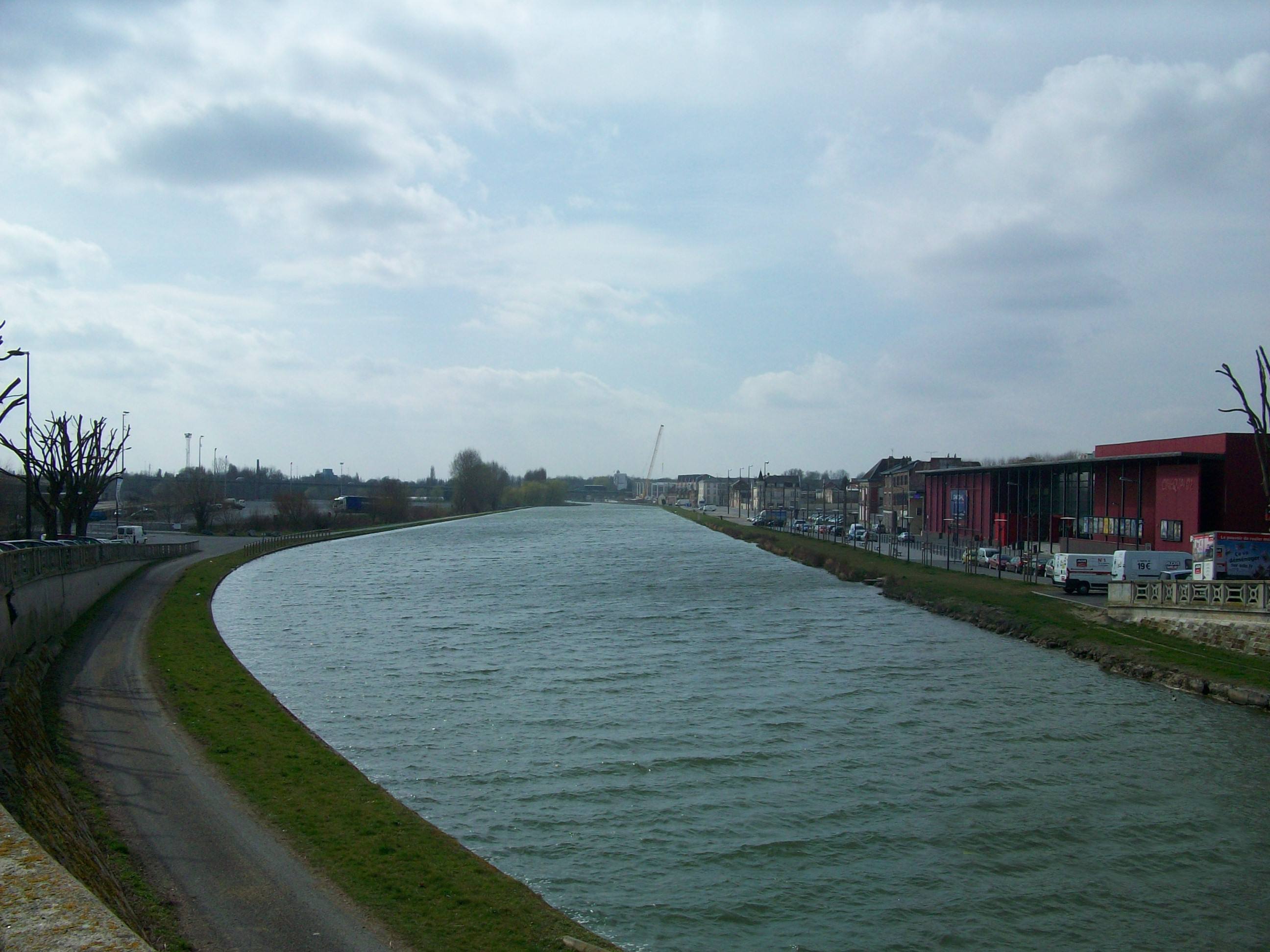
Der Quai Gayant am Kanal in Saint-Quentin

- Cambrai
- Marcoing
- Masnières
- Honnecourt-sur-Escaut
- Lesdins
- Saint-Quentin
- Gauchy
- Saint-Simon
- Tergnier
- Chauny

## Geschichte

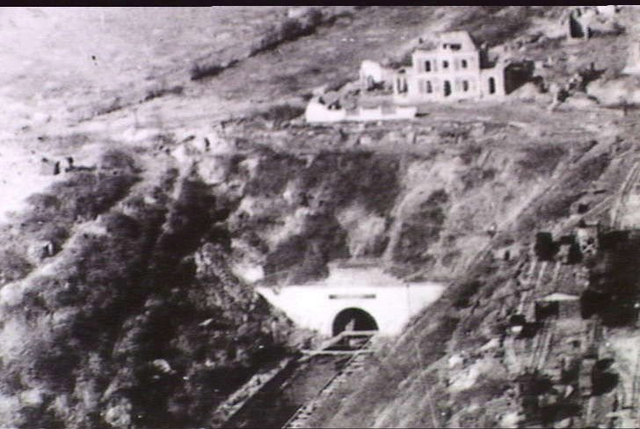
Südportal des Riquevaltunnels im Ersten Weltkrieg (1918)

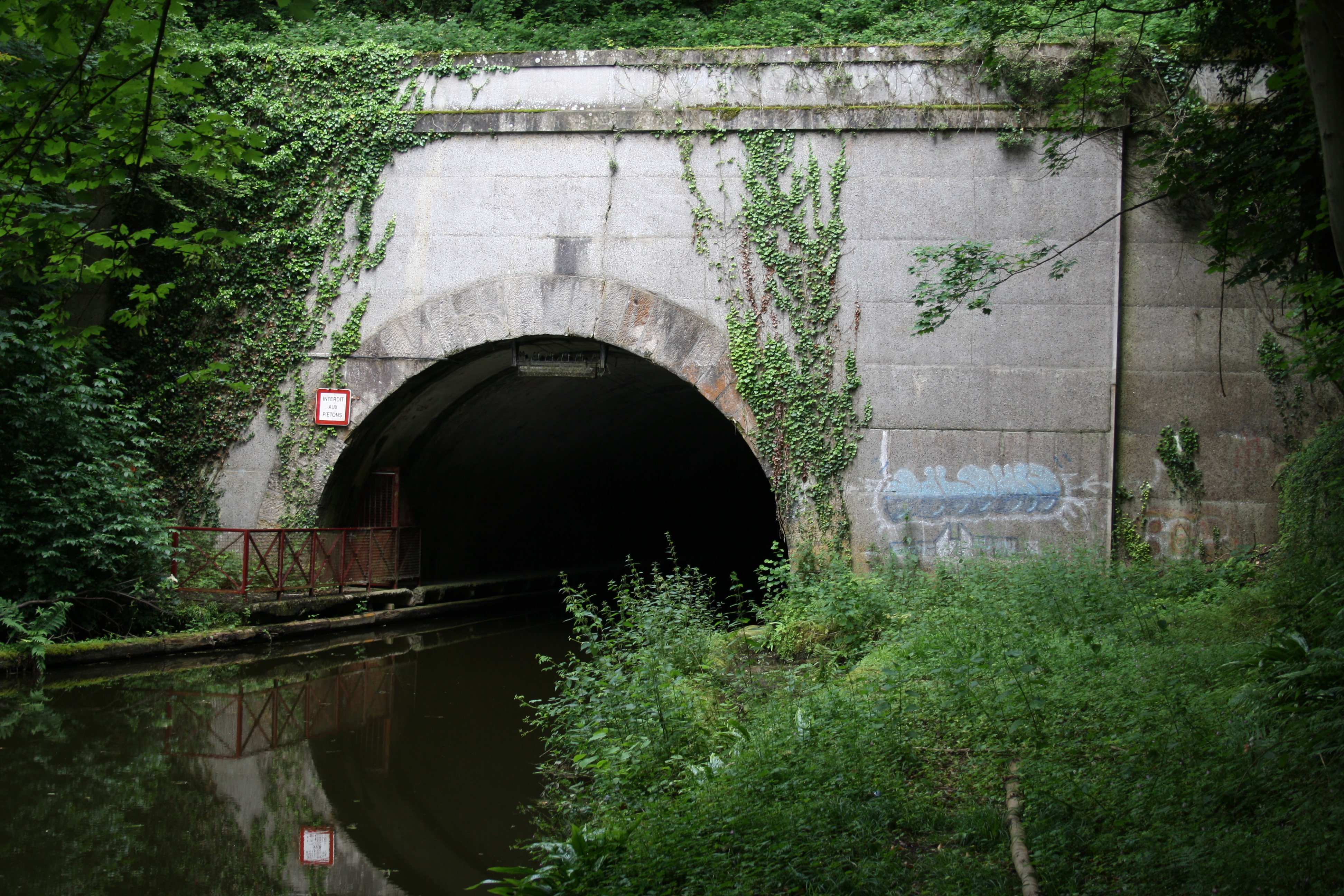
Nordportal des Souterrain du Tronquoy

Der Bau wurde 1728 begonnen. Als Finanzier der ersten 13 Kilometer trat Antoine Crozat auf, weshalb der Kanal früher auch den Namen Canal de Crozat trug. Der Abschnitt Saint-Quentin–Chauny wurde 1776 fertiggestellt.
Im noch fehlenden, 40 Kilometer langen Teilstück zwischen Saint-Quentin und Cambrai lag ein 20 Kilometer langes, lehmig-sandiges Plateau, unter dem Kreide anstand. 1768 starteten Bauarbeiten für einen 13,7 Kilometer langen Tunnel zwischen Vendhuile ⊙ im Norden und dem Weiler Le Tronquoy ⊙ bei Lesdins im Süden, der das Plateau unterqueren und durch seine Lage im Grundwasser das Problem der Wasserversorgung des Kanals lösen sollte. Es wurden zahlreiche Schächte abgeteuft, von denen aus der Tunnel vorgetrieben wurde. Als die Bauarbeiten 1775 eingestellt wurden, war ein großer Teil des Tunnels bereits gebaut worden. Heute noch erkennbar ist die ursprüngliche Trassierung des Kanals zum geplanten Nordportal. In einer französischen Generalstabskarte des 19. Jahrhunderts sind Tunnelschächte im Anschluss an beide Portale sowie bei Nauroy dargestellt.
Zwischen 1802 und 1810 wurde das noch fehlende Teilstück des Kanals errichtet, dann aber nach einer anderen, bereits in den 1720er Jahren vorgeschlagenen Trassierung. Diese verläuft im mittleren Teilstück weiter westlich im oberen Tal des Omignon. Es wurden zwei Tunnel gebaut, der Souterrain de Riqueval (5,670 km) im Norden und der Souterrain du Tronquoy (1,098 km) im Süden der Scheitelhaltung.
Der Riquevaltunnel lag im Frontverlauf des Ersten Weltkriegs (Hindenburglinie) und wurde auch lange von deutschen Truppen gehalten, ehe er von den Amerikanern eingenommen werden konnte. Berühmt wurde in diesem Zusammenhang die Einnahme der Riquevalbrücke am 29. September 1918 (vgl. Schlacht am Saint-Quentin-Kanal). Dadurch steht heute exakt über der Tunnelröhre nördlich von Bellicourt an der D 1044 (ehemals N 44bis) ein Mahnmal, welches von Amerikanern errichtet wurde.

## Wirtschaftliche Bedeutung
Vor 1965 war der Canal de Saint-Quentin als einzige Wasserstraße zwischen dem Nordfranzösischen Kohlenrevier und dem Großraum Paris einer der verkehrsreichsten Kanäle Frankreichs. Es wurde überwiegend Kohle im Transit transportiert; die Häfen am Kanal blieben unbedeutend. Von dem einst hohen Verkehrsaufkommen zeugen heute noch die Schleusen, die alle mit zwei nebeneinander liegenden Kammern ausgestattet sind.
Mit der Eröffnung des Canal du Nord 1965 verlagerte sich die Frachtschifffahrt auf den neuen, großzügiger trassierten Kanal. Voies navigables de France begründete Anfang 2017 Einschränkungen beim Schleppbetrieb im Riquevaltunnel mit dem geringen Verkehrsaufkommen. Im Durchschnitt würden täglich weniger als drei Schiffe den Tunnel nutzen.